# Allodia vernalis
Allodia vernalis är en tvåvingeart som beskrevs av Polevoi 1995. Allodia vernalis ingår i släktet Allodia och familjen svampmyggor. Inga underarter finns listade i Catalogue of Life.